# Туберозна склероза
Туберозна склероза је генска болест која се насљеђује доминантно, а која у многим органима узрокује раст тумора (обично хамартома). Дјеца са туберозном склерозом имају туморе бројних органа. Ако иједан од родитеља има ТС, могућност да ће је имати и дијете износи 50%. Међутим, за већину нових случајева одговорне су нове мутације. ТС може захватати срце, очи, плућа и кожу.

## Класификација
Постоји неколико класификација туберозне склерозе. Критеријуми за избор врста узрокују узрок и степен озбиљности. 

Главне врсте такве склерозе:
- Спорадиц — oна се развија без убједљивих разлога, а не са генетиком. Можда изненада у било које доба,
- насљедна врста — карактеристична за дјецу у породици која има рођаке са таквом болешћу,
- тежак — прати спорадични тип склерозе,
- лако — карактеристика породичне врсте болести.

## Узроци
Главни узрок за развој туберкулозног типа склерозе је генетска мутација у геномима 9 и 16 хромозома, који су такође одговорни за ову болест. Они се сматрају супресорима тумора. Ови гени не дозвољавају развој патолошких болести и ограничавају прекомјерни раст ткива.

## Симптоми и знакови
Болесна дјеца могу имати епилепсију, умну заосталост, аутизам, потешкоће при учењу или понашању. Већина дјеце има туморе бубрега, обично ангиомиолипоме, који могу узроковати хипертензију и цистичну болест бубрега. Може се развити и бубрежни карцином. Нека дјеца такође имају срчане рабдомиоме. У мозгу се могу развити тубери (повећања гируса) и тумори, обично астроцитоми. Честе су мрље на мрежници ока.
Кожни налази укључују првобитно блиједе мрље, облика попут листа, које се развијају у дојеначком добу или раном дјетињству; ангиофиброме лица, који се развијају у каснијем дјетињству; прирођене мрље грубе коже; мрље боје бијеле кафе те субунгуални фиброми који се могу развити било кад током дјетињства и раног одраслог доба.

## Дијагноза
Промјене на срцу и мозгу могу се видјети пренталном ултразвучном претрагом. Претрагом очног фундуса могу се видјети мрље на мрежњачи. За потврду дијагнозе нужно је учинити МР или ултразвук захваћених органа. Постоји специфична генска претрага.

## Кршење ЦНС-а (централног нервног система)
Доминантни симптоми манифестују централни нервни систем. Готово 80-90% пацијената има конвулзивни синдром.Често из ње почиње болест. У будућности се појављују сљедећи знаци: 
- епилептични напади
- главобоља
- повраћање
- сомнамбулизам
- несаница
- ноћно буђење
- ментална ретардација
- агресија или ауто агресија
- често незадовољство,кретање
- спорост или хиперактивност
- губитак способности комуникације

## Кожне манифестације
Дерматолошки симптоми се примјећују код свих пацијената са туберкуларном склерозом.Кожне манифестације болести су различите. У првих 3 године живота постоје хипопигментне тачке. У манифестације кожне туберозне склерозе такође спадају:
- ангиофибромно лице
- подручја ,,шагринске коже"
- око нервна фибромија|нервне фибромије
- кортикални туберомас
- бијеле длаке

## Пораз унутрашњих органа
Болест карактерише билатерална лезија упарених органа. Главни симптоми лезије унутрашњих органа:
- рабдомиоми срца
- хамартома или полицистични бубрег
- цисте плућа
- хрчке јетре
- тумор у устима
- ненормални откуцаји срце
- туморски тумори
- полипи на ректуму
- ерозија зуба

## Пораст видних органа
Око 50% пацијената пати од оштећења вида. Они се манифестују у облику сљедећих симптома:
- Колобома
- скеведнесс
- катаракте
- отицање оптичког диска
- промјене у ирису.

## Дјеца
Ова насљедна болест се чешће дијагностикује код дјеце млађе од 11 година. Први знаци патологије појављују се чак и у трећој години живота. У раној фази постоје подручја грубе коже. Затим постоје кластери бенигних неоплазми , које се постепено спајају у велике тачке.
У почетку, чворови су ружичасти и затим постају смеђе или жуте боје. У мјесту упале, кожа личи на наранџасту кору. Аттуберкулозна склероза у дјетињству има неколико симптома:
- ментална ретардација
- специфичне мале плоче у облику мјехурића
- прогресивни аутизам

## Лијечење
Није могуће потпуно излијечити ову насљедну болест како се развија као резултат мутације на генетичком нивоу. Пацијенту је прописана терапија, која само ублажава симптоме патологије. 
Туберозна склероза код дјеце захтјева свеобухватан приступ лијечењу. Укључује сљедеће активности :
- Пријем лијекова- они су дизајнирани за сузбијање симптома болести
- Хируршка интервенција
- Психо-корективна терапија- показује се дјеци која имају проблема са развојем мишљења и говора
- Кетогенска дијета- суштина исхране је повећање количине масти и истовремено смањивање угљених хидрата и протеинских храна. Комбиновање исхране са лијековима помаже у суочавању са епилептичним нападима.

## Хируршки третман
Индикације за хируршку интервенцију- дисфункцију органа погођеног бенигним тумором, који може прерасти у малигни. У зависности од локализације тумора, могу се извршити сљедеће операције:
- Непректомија- уклањање бубрежних тумора
- Шановање - уклањање акумулиране течности из кранијалне кутије.
- Ласерски изрез валкнозних дефеката
- Спаљивање влакана помоћу криодеструкције (хлађење течним азотом)
- Испаравање или гриза бенигних тумора у ретиналној вени[2]